# مسابقه قایق‌رانی دانشگاه آکسفورد و کمبریج (فیلم)
 مسابقه قایق‌رانی دانشگاه آکسفورد و کمبریج  عنوان فیلمی است بریتانیایی با ژانر مستند، صامت، سیاه و سفید و کوتاه به کارگردانی بیرت ایکر. این فیلم محصول سال ۱۸۹۵ میلادی است.